# The Coalminers’ Beat
The Coalminers’ Beat war eine deutsche Irish-Folk-Rock-Band. Der wohl bekannteste Song von The Coalminers’ Beat ist Land of Green aus dem Album The Coalminers’ Beat von 1993.

## Bandgeschichte
1987 gründeten Stefan Meissel, Gregor Schmidt, Vox Jaus, Kai Seifried und Andreas Mayer die Punkband Dirty Minds. Zwei Jahre später änderten sie ihren Namen in The Coalminers’ Beat und spielten ihre ersten Irish-Folk-Songs.
Das selbstproduzierte Debütalbum welcome to the miners’ party verkaufte sich gut. Heute wird es zu Sammlerpreisen gehandelt. Es entstand ein Video zu Down by the Seine, das in Paris gedreht wurde.
Sony Music Deutschland zeigte Interesse und ließ fast alle Songs des Debütalbums neu aufnehmen bzw. abmischen. Hinzu kam das Stück Land of Green. Dieses wurde als erste Single ausgekoppelt. Zu dieser Zeit nahm der Manager Andreas Läsker die Band unter Vertrag.
Mit dem dritten Album Colourblind kam, weiterhin unterstützt durch Violinen, die deutliche Orientierung zu Rock und Alternative zum Vorschein. What D’ You Want wurde als Single ausgekoppelt und dazu ein Video produziert.
Nach mehreren Jahren des Tourens trennten sich The Coalminers’ Beat von Sony Music und nahmen in Eigenregie das nächste Album Next to Nothing auf. Auf diesem Album war Gitarrist Stefan Meissel zum ersten Mal Leadsänger, da Gregor Schmidt die Band verlassen hatte. Ebenso wurde Andreas Meyer am Bass durch Alex Uhl ersetzt.
Mit Waterproof kam 1998 das nächste Album, diesmal unter dem Label Semaphore Records. Kurz nach Pressung, jedoch vor Auslieferung der fertigen CDs, ging Semaphore Records insolvent. Solange die CDs Teil der Insolvenzmasse waren, konnten diese weder vertrieben noch auf Konzerten verkauft werden.
Am 27. Februar 1998 verließ Oliver Frick (Geige, Gitarre, Gesang) die Band und wurde durch Michael Speth ersetzt.
Weiterhin tourten The Coalminers’ Beat durch Deutschland. Mit den erneut eigenproduzierten CDs Daily Dose of … und Live ’97/’98 unter dem Label Stormy Monday Records kamen zeitgleich im Jahre 2000 die letzten Aufnahmen auf den Markt.
Am 22. Dezember 2001 gab The Coalminers’ Beat ihr letztes Konzert im Scala in Ludwigsburg und erklärten nach 14 Jahren das Ende der Band.
In der Bandgeschichte spielte The Coalminers’ Beat mit den Fantastischen Vier, Bryan Adams, Monster Magnet, Extrabreit, The Jinxs und New Model Army auf einer Bühne.
Sie traten über 600 Mal in Deutschland, Österreich und der Schweiz auf.

## Diskografie

### Alben
- 1992: welcome to the miners’ party (Eigenproduktion)
- 1993: The Coalminers’ Beat  (Sony Music Germany)
- 1995: Colourblind (Sony Music Germany)
- 1997: Next to Nothing (Eigenproduktion)
- 1998: Waterproof (Semaphore)
- 2000: Live ’97/’98 (Stormy Monday Records)
- 2000: Daily Dose of … (Stormy Monday Records)